# Enrique Alberto Rodríguez
Enrique Alberto Rodríguez Velásquez (Vicuña, 19 de noviembre de 1881 - Santiago, 23 de diciembre de 1940) fue un político y abogado chileno. 

## Educación
Estudió en el Liceo de La Serena; en el Seminario de la misma ciudad y en la Universidad de Chile, donde se tituló de abogado en la Facultad de Leyes el 14 de enero de 1904. Su memoria versó sobre “Derechos Aduaneros”, especializando su profesión en temas comerciales.

## Gestión política
Muy joven ingresó al Partido Nacional, seguidor del ideal Montt-Varista. Fue elegido Diputado suplente por La Serena en 1912, pero no ocupó la titularidad. 
Electo en propiedad, pero por Ovalle, Combarbalá e Illapel para el período 1915-1918 y por La Serena, Elqui y Coquimbo (1918-1921) Integró en estos período la Comisión permanente de Legislación y Justicia; la de Hacienda y la de Gobierno Interior.

## Otras actividades
Posteriormente se dedicó a la agricultura en la zona del Elqui, donde poseía vastas tierras familiares, las cuales convirtió en viñedos. 
Dedicó su tiempo a instruir a su hijo, el futuro diputado Enrique Rodríguez Ballesteros, educándolo en Leyes y en política, para que siguiera en la línea conservadora.